# Stand Up Guys
Stand Up Guys (bra: Amigos Inseparáveis; prt: Gangsters da Velha Guarda) é um filme estadunidense de 2012 do gênero comédia policial, dirigido por Fisher Stevens e escrito por Noah Haidle. 
Estrelado por Al Pacino, Christopher Walken e Alan Arkin, estreou dia 8 de março de 2013 no Brasil e em 6 de junho de 2013 em Portugal.
O filme foi indicado ao Globo de Ouro de Melhor Canção Original pela música "Not Running Anymore" de Jon Bon Jovi.

## Sinopse
Dois velhos golpistas tentam juntar seus antigos comparsas para um encontro antes que um deles faça seu último trabalho. 

## Elenco
- Al Pacino como Valentine "Val"
- Christopher Walken como Doc
- Alan Arkin como Richard Hirsch
- Julianna Margulies como Nina Hirsch
- Mark Margolis como Claphands
- Katheryn Winnick como Oxana
- Vanessa Ferlito como Sylvia
- Addison Timlin como Alex
- Lucy Punch como Wendy